# Francisco Rodríguez Marín
Francisco Rodríguez Marín (Osuna, 27 de enero de 1855-Madrid, 9 de junio de 1943) fue un folclorista, paremiólogo, lexicólogo, cervantista y poeta español. Dirigió durante muchos años la Biblioteca Nacional de Madrid y fue académico de la Historia y de la Real Academia Española, que llegó a dirigir.

## Biografía
A los nueve años falleció su madre. Estudió el bachillerato en Osuna y, al acabarlo, pasó tres años en la finca "Viña de Pago Dulce". Cursó la carrera de Leyes en las aulas de la Universidad de Sevilla y comenzó a interesarse por los cantos populares españoles a través de la Sociedad del Folk-Lore Andaluz, que cofundó en 1881 y en la que conoce a Antonio Machado y Álvarez, Alejandro Guichot y Luis Montoto entre otros eruditos; colaboró en su revista El Folk-Lore Andaluz (1882-1883). En 1883 vuelve a Osuna, donde trabaja como abogado hasta la supresión en 1895 del juzgado de primera instancia de dicha localidad, y en 1885 se casa con Dolores Vecino, de la que tendrá varios hijos. Hasta 1904, sin embargo, se dedicaba también al periodismo en Osuna (por entonces empezó a usar el pseudónimo de El bachiller Francisco de Osuna), a la poesía y a la abogacía en Sevilla (desde 1895, por la referida supresión del juzgado de Osuna); pero como en 1897 perdió la voz casi por completo a causa de una operación de laringe, abandonó el foro y se dedicó íntegramente a las letras, aunque por entonces ya tenía en su haber treinta y nueve obras publicadas, número que aun crecería hasta las ciento cincuenta que dejó a su muerte. Fue redactor de la revista sevillana La Enciclopedia, donde durante algún tiempo dirigió la sección titulada "Poemas vulgares", y participó en las más importantes tertulias de la ciudad, en especial en La Genuina, núcleo del Ateneo Hispalense. Colaboró en los periódicos locales El Alabardero, El Posibilista y La Tribuna y en el madrileño La Mañana. Más tarde colaborará, entre otras publicaciones, en el Boletín Folklórico Español, Blanco y Negro, La Ilustración Española y Americana, Unión Ibero-Americana, el Boletín de la Real Academia Española y el Boletín de la Real Academia de la Historia. Liberal en sus años de estudiante y abogado, fue germanófilo durante la I Guerra Mundial y evolucionó a posturas conservadoras y mauristas, mostrándose partidario del bando sublevado al estallar la Guerra Civil.
Le interesaron sobre todo la literatura popular tradicional, los estudios cervantinos y la literatura andaluza del Siglo de Oro; a estas tareas consagró una excepcional capacidad de trabajo. En 1895 conoce en Sevilla a Marcelino Menéndez Pelayo, con quien ya mantenía correspondencia, y es nombrado académico de número de la Academia Sevillana de Buenas Letras. En 1897 es nombrado concejal del ayuntamiento de Sevilla por el Partido Liberal de Segismundo Moret. El 27 de octubre de 1907 ingresó como académico de Real Academia Española (RAE); el discurso de ingreso versó sobre la «Vida de Mateo Alemán. También dirigió la Biblioteca Nacional de Madrid (1912-1930), tratándola como una herramienta de investigación personal. De esa época es su Guía histórica y descriptiva de los Archivos, Bibliotecas y Museos Arqueológicos de España (Madrid: Rev. de Archivos, 1916, 2 vols.). En 1927 es elegido para la Real Academia de la Historia. En 1931 muere su mujer, Dolores Vecino. Octogenario ya, pero aún lúcido, durante la Guerra Civil se refugió veintiséis meses en el pueblo manchego de Piedrabuena (Ciudad Real), donde vivía su hija Carlota, y allí redactó su En un lugar de La Mancha. Divagaciones de un ochentón evacuado de Madrid durante la guerra (Madrid: C. Bermejo, 1939). El 23 de julio de 1940 es nombrado director de la Real Academia Española. Falleció en 1943 cuando se le preparaba un homenaje.

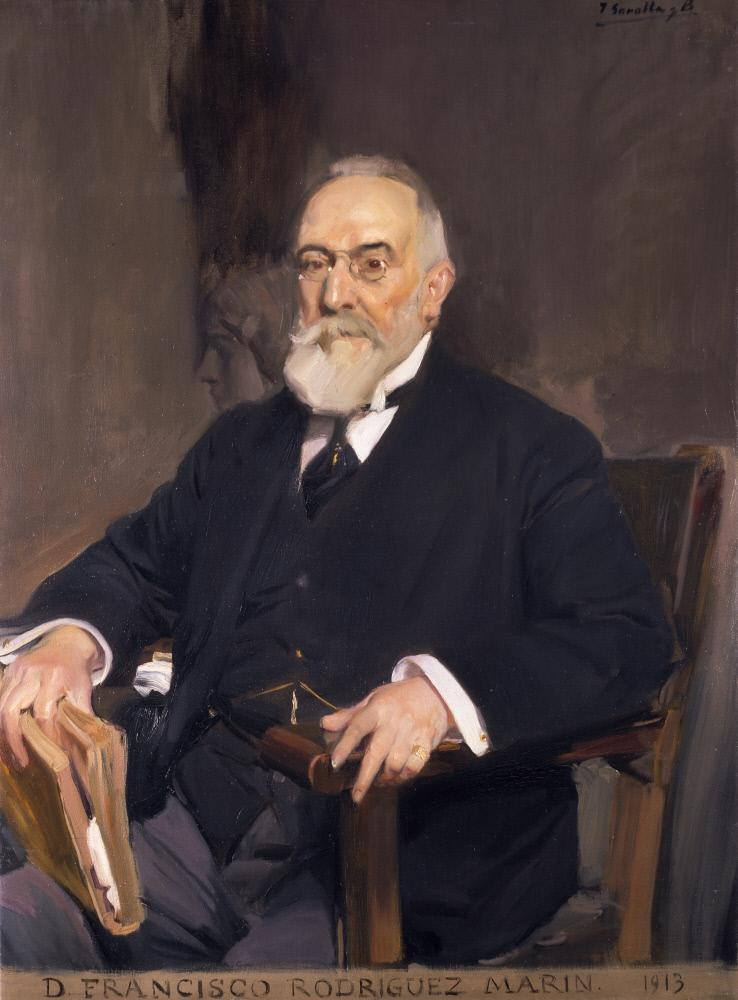
Francisco Rodríguez Marín (1913), por Joaquín Sorolla (The Hispanic Society of America, New York).

Publicó tres ediciones de Don Quijote, la última póstumamente, y las dos últimas denominadas «críticas», pero en realidad no depuraban el texto con métodos filológicos que no conocía ni había estudiado, sino que se limitaba a glosarlo documentalmente y explicarlo con notas eruditas según la metodología positivista. La cuarta edición, hoy la más recomendable, apareció póstumamente, en 1947-1949. Su primera edición, todavía disponible sin actualización en la serie Clásicos Castellanos de Editorial Espasa-Calpe, es inferior a las tres siguientes. Publicó ediciones también de otras obras de Miguel de Cervantes y colecciones de documentos cervantinos inéditos, así como muchas colecciones de cantos, coplas y refranes españoles. También fue concienzudo biobibliógrafo de Pedro Espinosa, de quien editó además su famosa antología Flores de poetas ilustres (1605), incluida su Segunda Parte inédita, de Luis Barahona de Soto y de Mateo Alemán. Estudió además a Cristóbal Suárez de Figueroa y a Luis Gálvez de Montalvo e imprimió con caudalosa anotación y útiles estudios preliminares las poesías de Baltasar del Alcázar y El diablo cojuelo de Luis Vélez de Guevara. Perteneció a muchas sociedades literarias, entre ellas la Hispanic Society of America.
Como poeta escribió entre otras obras madrigales y sonetos muy reminiscentes en temática y estilo del Siglo de Oro, e imitaciones en prosa del estilo barroco como en Nueva premática del tiempo (1891). Se compilaron sus poesías bajo el título de A la real de España. Poesías selectas (1871-1941) (Madrid: Imprenta Prensa Española, 1942) y una colección de sus artículos de prensa apareció patrocinada por la Asociación de Amigos de Rodríguez Marín: Artículos periodísticos (Madrid, 1957). Él mismo compiló el epistolario intercambiado con su amigo Marcelino Menéndez y Pelayo (Epistolario de Menéndez Pelayo y Rodríguez Marín (1891-1912), Madrid, imp. de C. Bermejo, 1935). Como lexicógrafo recogió Dos mil quinientas voces castizas y bien autorizadas que piden lugar en nuestro léxico (1922), entre otras obras.
Sin embargo, su fama, que llegó a ser inmensa como cervantista, ha sido revaluada modernamente: se le imputan por lo general los defectos de la metodología positivista decimonónica en cuanto al abuso de la documentación y la escasez de rigor filológico y ecdótico: no se molestó en informar al lector de las diferencias textuales entre las ediciones de Juan de la Cuesta y las cuestiones textuales y la depuración del texto de Miguel de Cervantes le tuvieron sin cuidado, arreglándolo todo a su manera y sin dejar constancia de sus cambios; hizo pasar por «ediciones críticas» de Don Quijote unas obras que no lo eran según los cánones de la filología. Ninguneó en ese sentido la edición de las Obras de Cervantes de Adolfo Bonilla y San Martín y Rodolfo Schevill, muy estricta en la depuración del texto hasta la edición más amplia en ese sentido de Francisco Rico. También arrinconó o se aprovechó de la labor de otros cervantistas como Cristóbal Pérez Pastor o James Fitzmaurice-Kelly. Igualmente certificó que un cuadro, en realidad falsificado, era el verdadero retrato de Cervantes pintado por Juan de Jáuregui. Por otra parte, no ofreció una visión global de la obra de Cervantes e ignoró obras tan importantes como el Persiles, el teatro o la mitad de las Novelas ejemplares.
Su archivo se encuentra en la Biblioteca Tomás Navarro Tomás del CSIC.

## Obras
- Suspiros, Sevilla, 1875 (poesía).

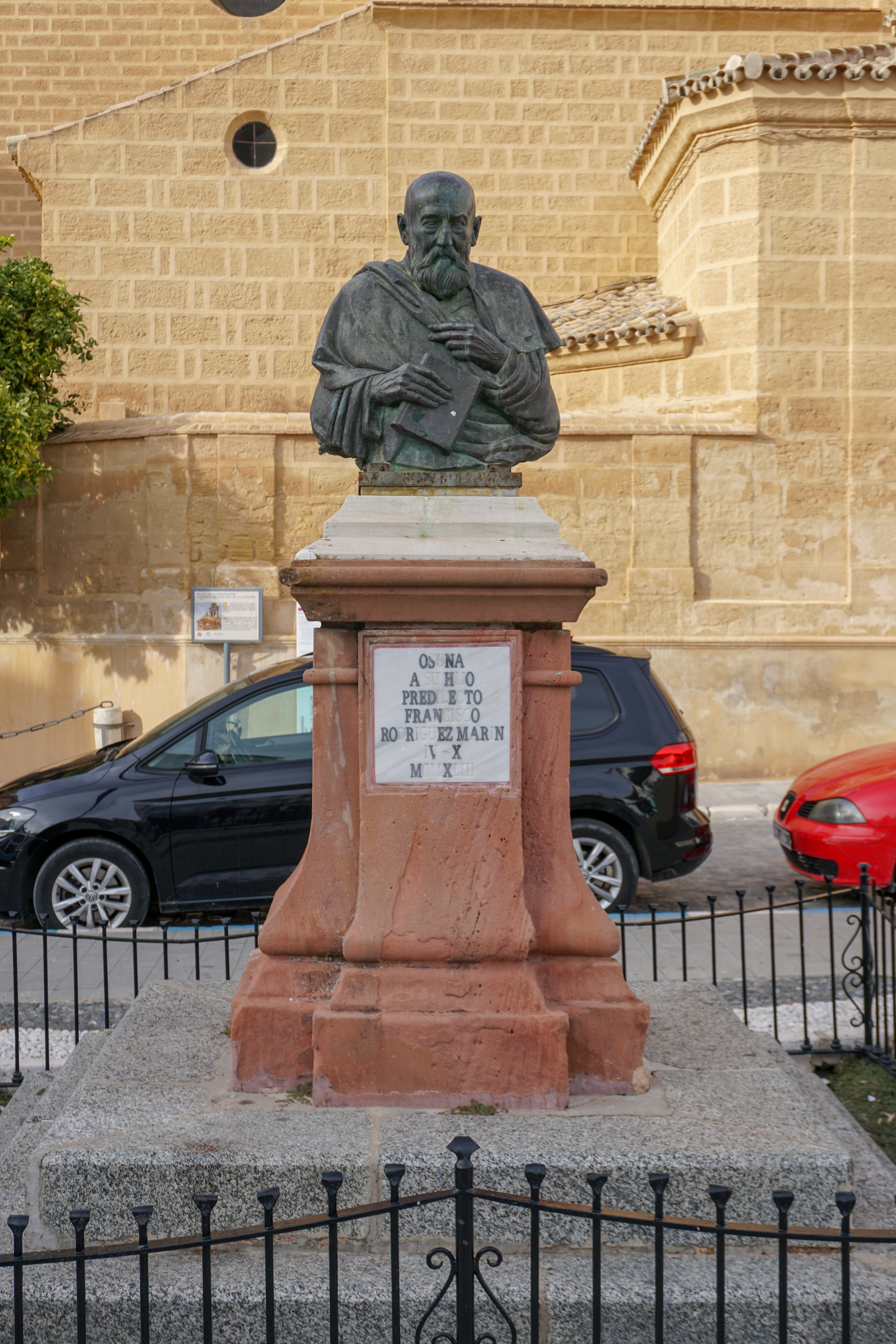
Estatua a Francisco Rodríguez Marín, obra del escultor Enrique Pérez Comendador, en Osuna.

- Auroras y nubes: poesías Sevilla: 1878.
- Entre dos luces. Artículos jocoserios y poesías agridulces, Sevilla, 1879 (2.ª edición).
- Basta de abusos: El pósito del doctor Navarro: su fundación y su estado actual Sevilla: Imprenta de El Eco de Sevilla, 1880 (artículos).
- Los cuentezuelos populares andaluces anotados, 1880.
- Tanto tienes, tanto vales, comedia en un acto y en verso, Sevilla, 1882 (2.º ed.)
- Quinientas comparaciones populares andaluzas, Osuna, 1884.
- Juan del Pueblo: historia amorosa popular, Sevilla, 1882; 2.ª ed. 1903.
- Historias vulgares, Sevilla, 1882, relatos.
- Cantos populares españoles recogidos, ordenados e ilustrados por Francisco Rodríguez Marin, Sevilla: Francisco Álvarez y Ca, 1882-1883.
- Los refranes andaluces de Meteorología, Cronología, Agricultura y Economía rural, Fregenal, 1883; 2.ª ed. Sevilla, 1894.
- El "Cantar de los Cantares" de Salomón traducido directa y casi literalmente del hebreo en verso castellano, Osuna, 1885.
- Apuntes y documentos para la historia de Osuna, Osuna, 1889.
- Nueva premática del tiempo (1891).
- Flores y frutos: poesías (1879-1891) Sevilla: 1891.
- Sonetos y sonetillos, Sevilla, 1893.
- De rebusco: sonetos Sevilla: 1894.
- Ciento y un sonetos de Francisco de Osuna y de Francisco Rodríguez Marín Sevilla: 1895.
- Madrigales Sevilla: 1896.
- Los refranes del Almanaque, explicados y concordados con los de varios países románicos, Sevilla, 1896.
- Edición de Primera parte de las flores de poetas ilustres de España ordenada por Pedro Espinosa Sevilla: 1896.
- Comentarios en verso escritos en 1599 para un libro que se había de publicar en 1896, Sevilla, 1897.
- Fruslerías anecdóticas, Sevilla, 1898.
- La onza de oro y la perra chica, Sevilla, 1898; 2.ª ed. Sevilla, 1899.
- Mil trescientas comparaciones populares andaluzas recogidas de la tradición oral: concordadas con las de algunos países románicos y anotadas Sevilla: 1899.
- Luis Barahona de Soto: estudio biográfico, bibliográfico y crítico Madrid : Estab. tip. Sucesores de Rivadeneyra, 1903.
- Rinconete y Cortadillo, novela de Miguel de Cervantes Saavedra. Edición crítica por Francisco Rodríguez Marín. Obra honrada con el premio, en certamen público extraordinario, por votación unánime de la Real Academia Española é impresa á sus expensas. Editio princeps. Tipografía de Francisco de P. Díaz, Sevilla, 1905.
- Pedro Espinosa: estudio biográfico, bibliográfico y crítico Madrid: 1907.
- Rodríguez Marín, Francisco (1907). Vida de Mateo Alemán. Sevilla: Real Academia Española.
- Del oído a la pluma: narraciones anecdóticas, Madrid: Imprenta de la Biblioteca Patria, 1908; se reimprimió varias veces.
- Quisicosillas. Nuevas narraciones anecdóticas Madrid: Biblioteca Patria, 1910.
- Edición de Obras de Pedro Espinosa Madrid: 1909.
- Edición de 'Don Quijote de «Clásicos La Lectura» (después, «Clásicos Castellanos»), en ocho tomos, de 1911-1913.
- Edición de Cristóbal Suárez de Figueroa, El pasajero: Advertencias utilísimas a la vida humana Madrid : Renacimiento, 1913.
- Edición de Don Quijote, en seis tomos (1916-1917).
- Edición de Luis Vélez de Guevara, El diablo cojuelo Madrid: Ediciones de «La Lectura», 1918.
- Cincuenta cuentos anecdóticos, Madrid: Tipografía de la Revista de Archivos, Bibliotecas y Museos, 1919.[5]
- Dos mil quinientas voces castizas y bien autorizadas que piden lugar en nuestro léxico, Madrid: Tipografía de la Revista de Archivos, Bibliotecas y Museos, 1922.
- Nuevos datos para las biografías de cien escritores de los siglos XVI y XVII Madrid: 1923.
- Más de 21000 refranes castellanos no contenidos en la copiosa colección del maestro Gonzalo Correas allegolos de la tradición oral y de sus lecturas Madrid: 1926.
- Edición "crítica" de Don Quijote, en siete tomos (1927-1928).
- El alma de Andalucía en sus mejores coplas amorosas escogidas entre más de 22.000 Madrid: 1929. Hay facsímil de Madrid: Editorial Atlas, 1975.
- Modos adverbiales castizos y bien autorizados que piden lugar en nuestro léxico Madrid: 1931.
- 12.600 refranes más: no contenidos en la colección del maestro Gonzalo Correas ni en «Más de 21.000 refranes castellanos» Madrid: 1930.
- Los 6.666 refranes de mi última rebúsqueda: que con «Más de 21.000» y «12.600 refranes más» suman largamente 40.000 refranes castellanos no contenidos en la copiosa colección del maestro Gonzalo Correas Madrid, 1934.
- Zorrilla comentador póstumo de sus biógrafos. Cartas íntimas e inéditas del gran poeta español (1883-1889), 1934.
- El doctor Gimeno como literato, 1934.
- 6666 refranes de mi última rebusca, 1934.
- 250 refranes recogidos en Piedrabuena, 1938.
- En un lugar de La Mancha, 1939
- Todavía 10.700 refranes más. Madrid, 1941.
- Edición póstuma de Don Quijote con correcciones y nuevas nota y apéndices,  en diez tomos (1947-1949).